# 도쿄 지하철 2000계 전동차
도쿄 지하철 2000계 전동차(일본어: 東京地下鉄2000系電車)는 2018년부터 운행하고 있는 도쿄 메트로 (이전 제도고속도교통영단)의 전동차로 기존에 운행중인 도쿄 지하철 02계 전동차를 대체하기 위해 도입되었다.